# Teneguía
Teneguía é um vulcão situado na ilha de La Palma, nas Canárias, com uma altitude de 439 metros acima do nível do mar.

## Etimologia
A designação provém do Roque de Teneguía, localizado nas cercanias, que contem petroglifos benahoaritas. Teneguia parece derivar de Tiniguiga (te-n-egiga), que poderia significar «uma do vapor (quente) ou fumo», nas línguas guanches dos antigos povos indígenas canários.

## História
O vulcão Teneguía formou-se em 1971. A 20 de outubro iniciaram-se os sismos, cuja intensidade foi aumentando, alertando os moradores de Fuencaliente da Palma, e o destacamento das medidas de proteção civil pelas autoridades.
A erupção começou às 16:25 horas de 26 de outubro de 1971, durando até  o 18 de novembro desse ano. Foi uma erupção relativamente curta, a mais curta das erupções históricas das Canárias, sobretudo comparada com a que durou seis anos, no século XVIII no que é hoje o Parque Nacional de Timanfaya em Lanzarote.
O vulcão produziu danos materiais nas culturas de vinha da zona, e destruiu uma praia, embora logo se tenha formado outra graças às suas escoadas. A estimação final de danos foi de seis milhões de pesetas, fundamentalmente em vias de comunicação, culturas e algumas vivendas. Não afetou as zonas povoadas, e graças à proximidade da costa, a lava vertida no mar, solidificando-se, aumentou um pouco o tamanho da ilha.

O vulcão converteu-se num atrativo turístico, e numerosos voos charter e frequências especiais foram programados para cobrir a demanda de passagens dos turistas que queriam ver o vulcão. Foi também um foco importante de atenção e estudo para os cientistas da época.

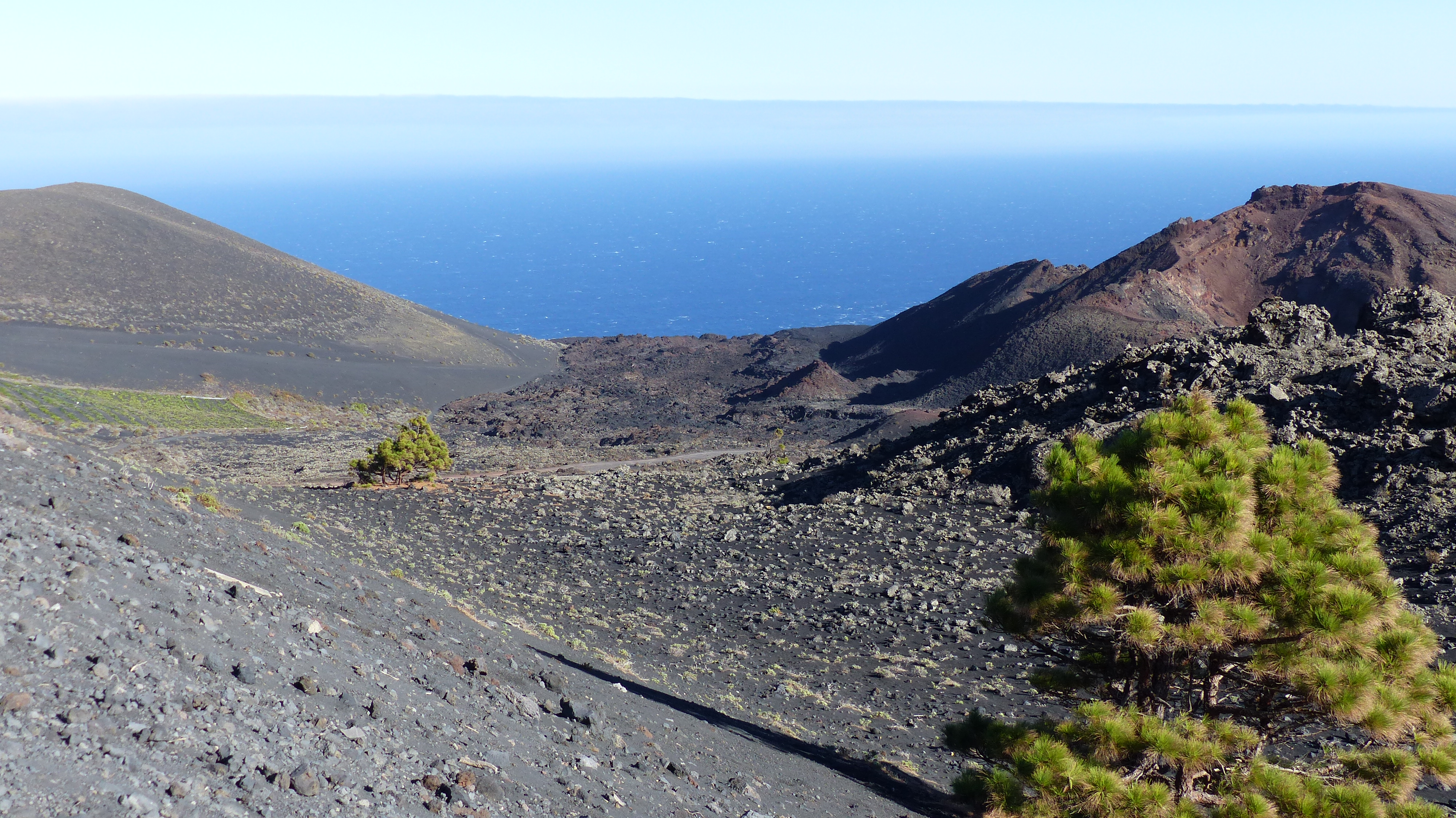
Língua de lava solidificada.
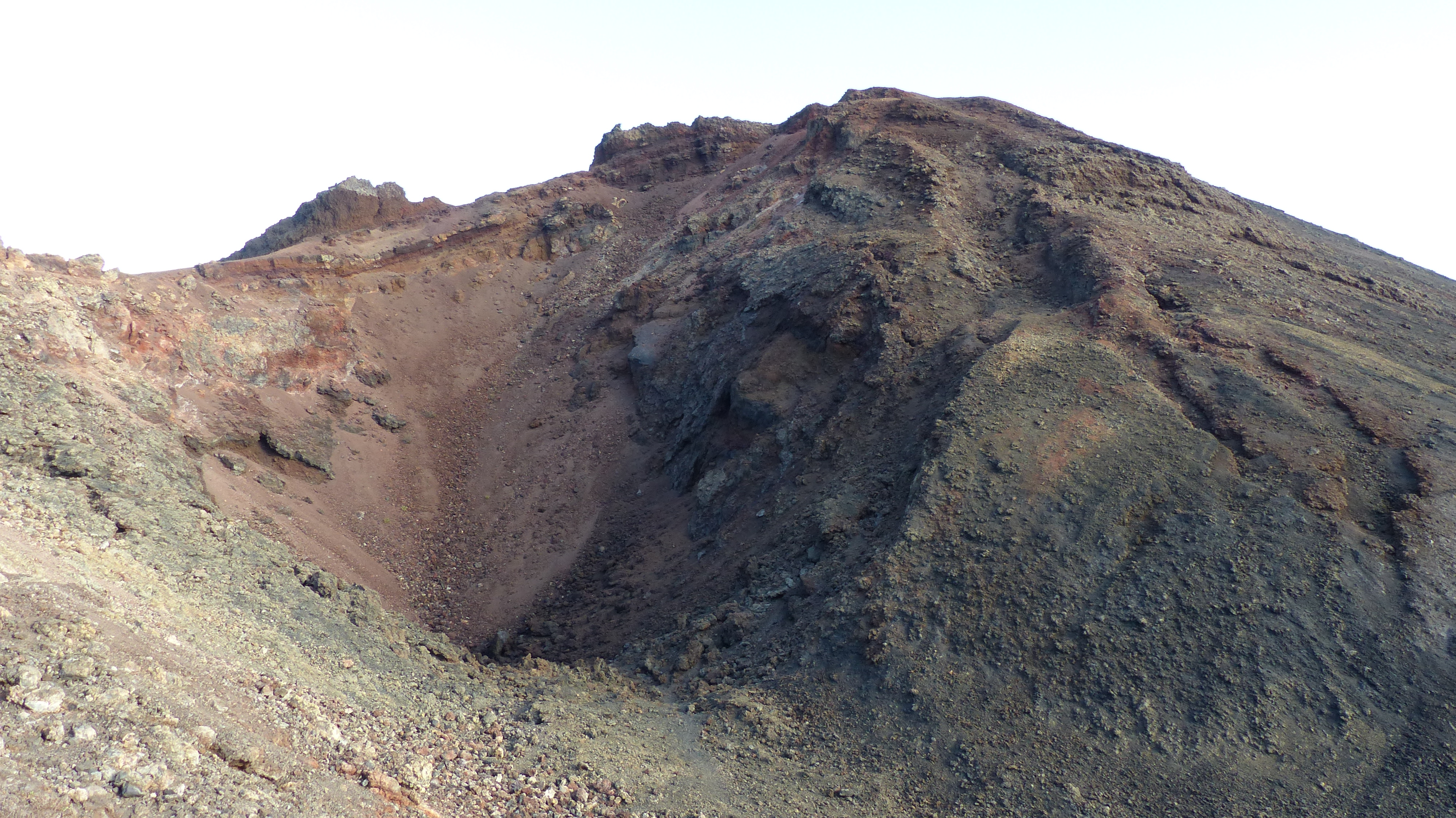
Boca do Teneguía.
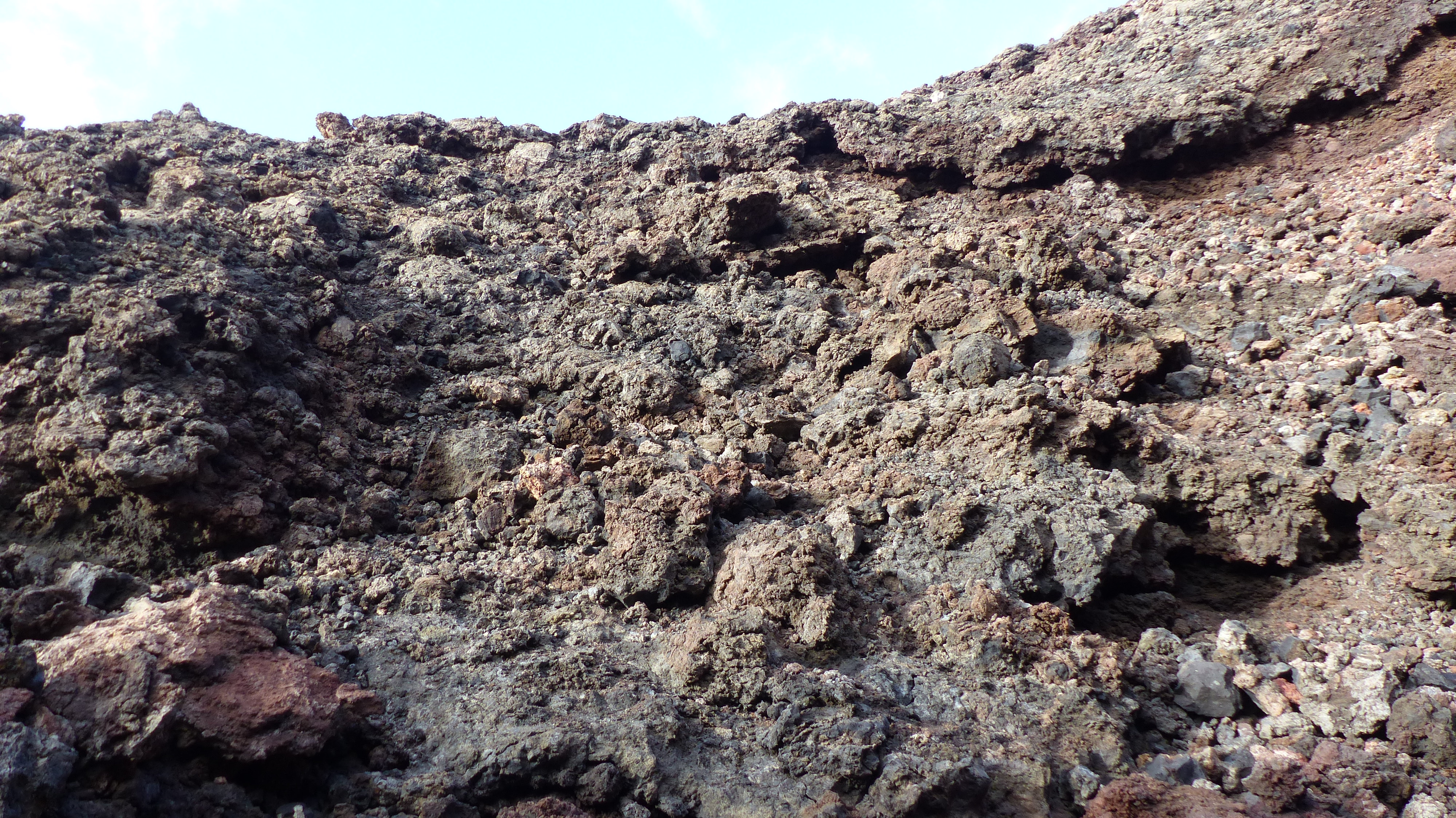
Vista de uma das paredes interiores de la boca.
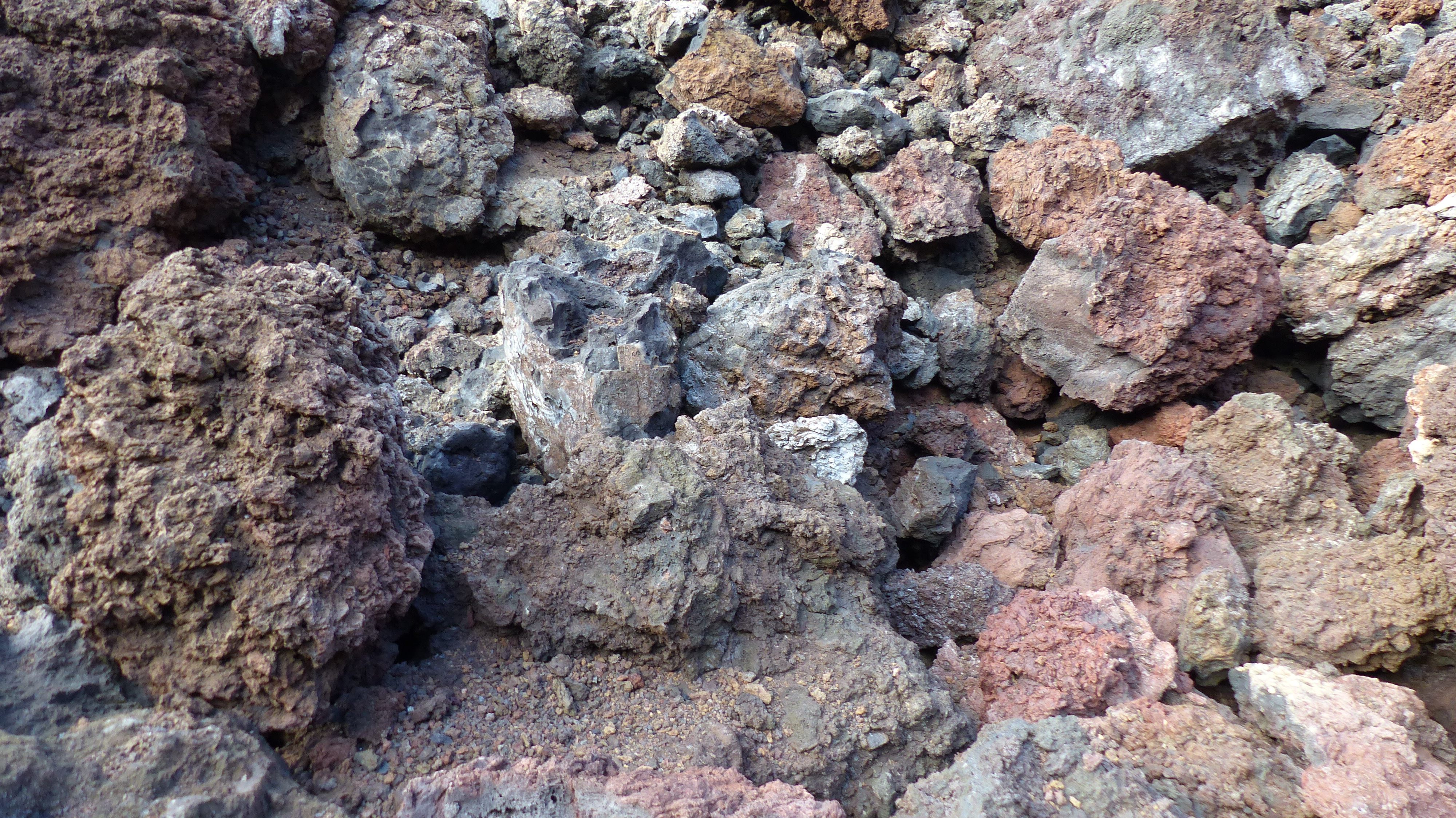
Fundo rochoso da boca do Teneguía.